# ناويا أوجاوا
ناويا أوجاوا (باليابانية: 小川 直也؛ مواليد 31 مارس 1968) هو بطل الجودو الأولمبي والعالمي الياباني، ومصارع محترف، ومُقاتل فنون قتالية مختلطة ياباني مُعتزل.

## وصلات خارجية
- ناويا أوجاوا على موقع الفيدرالية الدولية للجودو (الإنجليزية)
- ناويا أوجاوا على موقع JudoInside.com (الإنجليزية)
- ناويا أوجاوا على موقع AllJudo.net (الفرنسية)
- ناويا أوجاوا على موقع شيردوغ (الإنجليزية)
- ناويا أوجاوا على موقع Tapology.com (الإنجليزية)
- ناويا أوجاوا على موقع فايت ماتريكس (الإنجليزية)
- ناويا أوجاوا على موقع إي إس بي إن (الإنجليزية)
- ناويا أوجاوا على موقع WrestlingData.com (الإنجليزية)
- ناويا أوجاوا على موقع CageMatch worker (الإنجليزية)
- ناويا أوجاوا على موقع قاعدة بيانات المصارعة على الإنترنت (الإنجليزية)
- ناويا أوجاوا على موقع IMDb (الإنجليزية)